# Шахрістон (станція метро)
41°21′13″ пн. ш. 69°17′17″ сх. д. / 41.35361° пн. ш. 69.28806° сх. д.
«Шахрістон» (узб. Shahriston) — станція Юнусободської лінії Ташкентського метрополітену до 29 серпня 2020 (введення в дію станції «Туркістон»), була кінцевою. Розташована за станцією «Бодомзор».

## Історія
Відкрита у складі дільниці «Хабіба Абдуллаєва» — «Мінг-Урік». Названа на честь узбецького вченого і геологорозвідника Хабіба Абдуллаєва.
До 16 червня 2015 мала назву Хабіб Абдуллаєв.

## Конструкція
Станція колонна двопрогінна мілкого закладення з двома береговими платформами. Має два підземні вестибюлі.

## Опис
Станція є своєрідним геологічним музеєм. При її оздоблення широко використані мармур, граніт, а також травертин з Чустського району Наманганської області країни. У вестибюлі розміщена геологічна карта — панно Узбекистану, складена працівниками Держкомгеології.

## Пересадки
- Автобуси: 9, 24, 26, 50, 51, 60, 63, 67, 71, 72, 91, 93, 95, 97, 140, 150
- Маршрутне таксі: 62 м, 102 м, 134м